# Saison 2018-2019 d'Oyonnax Rugby
Cette page présente la saison 2018-2019 d'Oyonnax Rugby en Pro D2.

## Entraîneurs
- Adrien Buononato directeur sportif
- Manny Edmonds entraineur adjoint
- Vincent Ouzet entraineur élite

## Effectif 2018-2019
| Nom                  | Poste            | Naissance         | Nationalité sportive | Sélections | Dernier club               | Arrivée au club (année) |
| -------------------- | ---------------- | ----------------- | -------------------- | ---------- | -------------------------- | ----------------------- |
| Irakli Mirtskhulava  | Pilier           | 22 décembre 1988  | Géorgie              |            | Tarbes PR                  | 2016                    |
| Hoani Tui            | Pilier           | 29 mai 1984       | Nouvelle-Zélande     | -          | Lyon OU                    | 2016                    |
| Tommy Raynaud        | Pilier           | 13 juin 1994      | France               | -          | RC Narbonne                | 2016                    |
| Khatchik Vartanov    | Pilier           | 6 février 1993    | France               | -          | Racing 92                  | 2017                    |
| Vincent Debaty       | Pilier           | 2 octobre 1981    | France               |            | ASM Clermont               | 2017                    |
| Thomas Laclayat      | Pilier           | 2 octobre 1997    | France               | -          | Formé au club              | 2017                    |
| Blaise Dumas         | Pilier           | 21 mars 1993      | France               | -          | RC Vannes                  | 2018                    |
| Anthony Vermont      | Pilier           | 4 août 1996       | France               | -          | Union Bordeaux Bègles      | 2018                    |
| Reinaldo Piussi      | Pilier           | 18 mai 1999       | Uruguay              | -          | Formé au club              | 2018                    |
| Benjamin Geledan     | Talonneur        | 8 avril 1990      | France               | -          | Stade rochelais            | 2016                    |
| Quentin MacDonald    | Talonneur        | 25 septembre 1988 | Nouvelle-Zélande     | -          | Blues                      | 2016                    |
| Guilhem Bourgois     | Talonneur        | 5 septembre 1996  | France               | -          | Formé au club              | 2017                    |
| Teddy Durand         | Talonneur        | 14 octobre 1999   | France               | -          | Stade toulousain           | 2018                    |
| Steven Sykes         | Deuxième ligne   | 5 août 1984       | Afrique du Sud       | -          | Southern Kings             | 2016                    |
| Thibault Tauleigne   | Deuxième ligne   | 10 novembre 1996  | France               | -          | Formé au club              | 2016                    |
| Christian Njewel     | Deuxième ligne   | 17 juin 1992      | Cameroun             |            | Lyon OU                    | 2017                    |
| Phoenix Battye       | Deuxième ligne   | 28 septembre 1990 | Australie            | -          | AS Béziers                 | 2017                    |
| Manuel Leindekar     | Deuxième ligne   | 23 avril 1997     | Uruguay              | -          | Formé au club              | 2017                    |
| Antoine Gaget        | Deuxième ligne   | 16 novembre 1998  | France               | -          | Lyon OU                    | 2018                    |
| Myles Edwards        | Deuxième ligne   | 19 mai 1997       | Angleterre           | -          | Stade aurillacois          | 2018                    |
| Zach Farance         | Deuxième ligne   | 18 mai 1996       | Angleterre           | -          | Formé au club              | 2018                    |
| Valentin Ursache     | Troisième ligne  | 12 août 1985      | Roumanie             |            | Pays d'Aix RC              | 2012                    |
| Bilel Taieb          | Troisième ligne  | 27 janvier 1993   | Tunisie              | -          | Formé au club              | 2015                    |
| Kilian Bendjaballah  | Troisième ligne  | 15 février 1997   | France               |            | Stade rochelais            | 2017                    |
| Rory Grice           | Troisième ligne  | 2 avril 1990      | Nouvelle-Zélande     |            | FC Grenoble                | 2017                    |
| Didier Tison         | Troisième ligne  | 24 octobre 1993   | France               | -          | US Carcassonne             | 2018                    |
| Étienne Herjean      | Troisième ligne  | 10 juin 1991      | France               | -          | CA Brive                   | 2018                    |
| Sacha Zegueur        | Troisième ligne  | 21 juin 1999      | France               | -          | Formé au club              | 2018                    |
| James Hall           | Demi de mêlée    | 2 janvier 1996    | Afrique du Sud       | -          | Southern Kings             | 2016                    |
| Jérémy Gondrand      | Demi de mêlée    | 23 février 1990   | France               | -          | Lyon OU                    | 2016                    |
| Julien Audy          | Demi de mêlée    | 21 novembre 1984  | France               | -          | Union Bordeaux Bègles      | 2017                    |
| Lucas Chouvet        | Demi d'ouverture | 17 février 1995   | France               | -          | Valence Romans Drôme rugby | 2018                    |
| Benjamin Botica      | Demi d'ouverture | 7 octobre 1989    | Nouvelle-Zélande     | -          | Montpellier HR             | 2016                    |
| Anthony Fuertes      | Demi d'ouverture | 16 juin 1997      | France               | -          | Stade rochelais            | 2017                    |
| Roimata Hansell-Pune | Centre           | 6 novembre 1986   | Nouvelle-Zélande     | -          | Waikato                    | 2010                    |
| Jérémy To'a          | Centre           | 30 août 1996      | Suisse               | -          | Formé au club              | 2016                    |
| Matt Hopper          | Centre           | 29 janvier 1985   | Pays de Galles       | -          | Harlequins                 | 2017                    |
| Mitch Inman          | Centre           | 24 octobre 1988   | Australie            | -          | Melbourne Rebels           | 2017                    |
| Vincent Lasmarrigues | Centre           | 1er juillet 1995  | France               | -          | Racing 92                  | 2017                    |
| Teddy Stanaway       | Centre           | 3 août 1989       | Nouvelle-Zélande     | -          | à 7                        | 2018                    |
| Théo Millet          | Centre           | 8 juillet 1997    | France               | -          | Stade français Paris       | 2018                    |
| Dug Codjo            | Ailier           | 22 avril 1987     | France               | -          | US Carcassonne             | 2013                    |
| Tim Giresse          | Ailier           | 7 septembre 1993  | France               | -          | Biarritz olympique         | 2017                    |
| Aurélien Callandret  | Ailier           | 23 août 1997      | France               | -          | SO chambérien              | 2017                    |
| Guillaume Cazes      | Ailier           | 13 mars 1996      | France               | -          | RC Narbonne                | 2018                    |
| Adrian Sanday        | Ailier           | 5 février 1998    | France               | -          | Formé au club              | 2018                    |
| Quentin Étienne      | Arrière          | 14 juillet 1990   | France               | -          | RC Narbonne                | 2015                    |
| Joffrey Michel       | Arrière          | 4 mars 1987       | France               | -          | Montpellier HR             | 2018                    |

## Calendrier et résultats
| - Stade aurillacois - Oyonnax rugby : 20-19 - Oyonnax rugby - RC Vannes : 30-29 - Colomiers rugby - Oyonnax rugby : 18-19 - Oyonnax rugby - Aviron bayonnais : 18-16 - Stade montois - Oyonnax rugby : 37-21 - Oyonnax rugby - US bressane : 49-16 - AS Béziers - Oyonnax rugby : 24-19 - Oyonnax rugby - Provence rugby : 46-23 - USO Nevers - Oyonnax rugby : 19-16 - Oyonnax rugby - Soyaux Angoulême XV : 29-12 - RC Massy - Oyonnax rugby : 21-32 - CA Brive - Oyonnax rugby : 21-20 - Oyonnax rugby - Biarritz olympique : 23-27 - US Carcassonne - Oyonnax rugby : 13-21 - Oyonnax rugby - US Montauban : 51-14 | - US bressane - Oyonnax rugby : 21-17 - Oyonnax rugby - Colomiers rugby : 32-16 - Oyonnax rugby - AS Béziers : 23-13 - Aviron bayonnais - Oyonnax rugby : 30-25 - Oyonnax rugby - Stade montois : 34-14 - RC Vannes - Oyonnax rugby : 37-6 - Oyonnax rugby - US Carcassonne : 38-10 - US Montauban - Oyonnax rugby : 19-19 - Oyonnax rugby - Stade aurillacois : 46-6 - Oyonnax rugby - RC Massy : 45-10 - Biarritz olympique - Oyonnax rugby : 51-14 - Oyonnax rugby - USO Nevers : 30-22 - Provence rugby - Oyonnax rugby : 29-26 - Oyonnax rugby - CA Brive : 10-22 - Soyaux Angoulême XV - Oyonnax rugby : 23-33 |

### Classement de la saison régulière
| Rang | Club                | J  | V  | N | D  | Bo | Bd | Pm  | Pe  | Diff | Pts |
| ---- | ------------------- | -- | -- | - | -- | -- | -- | --- | --- | ---- | --- |
| 1    | CA Brive (R)        | 30 | 19 | 1 | 10 | 6  | 7  | 816 | 556 | +260 | 91  |
| 2    | Oyonnax Rugby (R)   | 30 | 17 | 1 | 12 | 9  | 8  | 811 | 633 | +178 | 87  |
| 3    | Aviron bayonnais    | 30 | 17 | 1 | 12 | 6  | 7  | 719 | 537 | +182 | 83  |
| 4    | RC Vannes           | 30 | 17 | 1 | 12 | 3  | 7  | 671 | 619 | +52  | 80  |
| 5    | Stade montois       | 30 | 16 | 1 | 13 | 6  | 6  | 681 | 599 | +82  | 78  |
| 6    | USO Nevers          | 30 | 16 | 1 | 13 | 6  | 6  | 653 | 589 | +64  | 78  |
| 7    | Biarritz olympique  | 30 | 15 | 1 | 14 | 5  | 7  | 776 | 638 | +138 | 74  |
| 8    | AS Béziers          | 30 | 17 | 1 | 12 | 1  | 3  | 573 | 602 | -29  | 74  |
| 9    | Soyaux Angoulême XV | 30 | 14 | 1 | 15 | 5  | 5  | 614 | 646 | -32  | 68  |
| 10   | Provence Rugby (P)  | 30 | 15 | 0 | 15 | 3  | 5  | 682 | 730 | -48  | 68  |
| 11   | US Carcassonne      | 30 | 14 | 0 | 16 | 3  | 6  | 629 | 703 | -74  | 65  |
| 12   | US Montauban        | 30 | 13 | 1 | 16 | 3  | 7  | 568 | 678 | -110 | 64  |
| 13   | Colomiers Rugby     | 30 | 13 | 0 | 17 | 3  | 6  | 534 | 594 | -60  | 61  |
| 14   | Stade aurillacois   | 30 | 13 | 0 | 17 | 3  | 6  | 552 | 702 | -150 | 61  |
| 15   | US bressane (P)     | 30 | 13 | 1 | 16 | 4  | 2  | 586 | 777 | -191 | 60  |
| 16   | RC Massy            | 30 | 5  | 1 | 24 | 1  | 6  | 499 | 751 | -252 | 29  |

|  | Qualication pour les demi-finales (no 1, no 2) .          |
|  | Qualification pour les barrages (no 3, no 4, no 5, no 6). |
|  | Relégation en Fédérale 1 (no 15 et no 16).                |
|  | R : relégués 2018 • P : promus 2018                       |

### Tableau final
|  | Barrages                                            | Barrages                                            |                                                        |                                                        | Demi-finales                                                       | Demi-finales                                                       |  |  | Finale                                       | Finale                                       |
|  | Barrages                                            | Barrages                                            |                                                        |                                                        | Demi-finales                                                       | Demi-finales                                                       |  |  | Finale                                       | Finale                                       |
|  |                                                     |                                                     |                                                        |                                                        |                                                                    |                                                                    |  |  |                                              |                                              |
|  | 12 mai 2019 à 14 h 15 au stade de la Rabine, Vannes | 12 mai 2019 à 14 h 15 au stade de la Rabine, Vannes |                                                        |                                                        | 19 mai 2018 à 14 h 15 au stade Amédée-Domenech, Brive-la-Gaillarde | 19 mai 2018 à 14 h 15 au stade Amédée-Domenech, Brive-la-Gaillarde |  |  | 26 mai 2019 à 14 h 0 au stade du Hameau, Pau | 26 mai 2019 à 14 h 0 au stade du Hameau, Pau |
|  | 12 mai 2019 à 14 h 15 au stade de la Rabine, Vannes | 12 mai 2019 à 14 h 15 au stade de la Rabine, Vannes |                                                        |                                                        | 19 mai 2018 à 14 h 15 au stade Amédée-Domenech, Brive-la-Gaillarde | 19 mai 2018 à 14 h 15 au stade Amédée-Domenech, Brive-la-Gaillarde |  |  | 26 mai 2019 à 14 h 0 au stade du Hameau, Pau | 26 mai 2019 à 14 h 0 au stade du Hameau, Pau |
|  | 12 mai 2019 à 14 h 15 au stade de la Rabine, Vannes | 12 mai 2019 à 14 h 15 au stade de la Rabine, Vannes | [1] CA Brive                                           | 40                                                     |                                                                    |                                                                    |  |  | 26 mai 2019 à 14 h 0 au stade du Hameau, Pau | 26 mai 2019 à 14 h 0 au stade du Hameau, Pau |
|  | [4] RC Vannes                                       | 50                                                  | [1] CA Brive                                           | 40                                                     |                                                                    |                                                                    |  |  | 26 mai 2019 à 14 h 0 au stade du Hameau, Pau | 26 mai 2019 à 14 h 0 au stade du Hameau, Pau |
|  | [4] RC Vannes                                       | 50                                                  | [4] RC Vannes                                          | 20                                                     |                                                                    |                                                                    |  |  | 26 mai 2019 à 14 h 0 au stade du Hameau, Pau | 26 mai 2019 à 14 h 0 au stade du Hameau, Pau |
|  | [5] Stade montois                                   | 10                                                  | [4] RC Vannes                                          | 20                                                     |                                                                    |                                                                    |  |  | 26 mai 2019 à 14 h 0 au stade du Hameau, Pau | 26 mai 2019 à 14 h 0 au stade du Hameau, Pau |
|  | [5] Stade montois                                   | 10                                                  | 18 mai 2019 à 18 h 30 au stade Charles-Mathon, Oyonnax | 18 mai 2019 à 18 h 30 au stade Charles-Mathon, Oyonnax | [1] CA Brive                                                       |                                                                    |  |  |                                              |                                              |
|  | 11 mai 2019 à 20 h 45 au stade Jean-Dauger, Bayonne |                                                     | 18 mai 2019 à 18 h 30 au stade Charles-Mathon, Oyonnax | 18 mai 2019 à 18 h 30 au stade Charles-Mathon, Oyonnax | [1] CA Brive                                                       |                                                                    |  |  |                                              |                                              |
|  |                                                     | [3] Aviron bayonnais                                | 18 mai 2019 à 18 h 30 au stade Charles-Mathon, Oyonnax | 18 mai 2019 à 18 h 30 au stade Charles-Mathon, Oyonnax |                                                                    |                                                                    |  |  |                                              |                                              |
|  | [3] Aviron bayonnais                                | 32                                                  | 18 mai 2019 à 18 h 30 au stade Charles-Mathon, Oyonnax | 18 mai 2019 à 18 h 30 au stade Charles-Mathon, Oyonnax |                                                                    |                                                                    |  |  |                                              |                                              |
|  | [3] Aviron bayonnais                                | 32                                                  | [3] Aviron bayonnais                                   | 38                                                     |                                                                    |                                                                    |  |  |                                              |                                              |
|  | [6] USO Nevers                                      | 26                                                  | [3] Aviron bayonnais                                   | 38                                                     |                                                                    |                                                                    |  |  |                                              |                                              |
|  | [6] USO Nevers                                      | 26                                                  | [2] Oyonnax rugby                                      | 34                                                     |                                                                    |                                                                    |  |  |                                              |                                              |
|  |                                                     |                                                     | [2] Oyonnax rugby                                      | 34                                                     |                                                                    |                                                                    |  |  |                                              |                                              |

### Demi-finale
| 18 mai 2019 18 h 30 | Oyonnax rugby | 34 - 38 (27 - 9) | Aviron bayonnais | Stade Charles-Mathon, Oyonnax |
| 18 mai 2019 18 h 30 | Essai(s) : 4 A. Callandret (32e, 40e), I. Mirtskhulava (37e), M. Inman (76e Transformation(s) : 4 B. Botica (33e, 39e, 41e, 76e) Pénalité(s) : 2 B. Botica (8e, 25e) Carton(s) jaune(s) : S. Zegueur (43e), D. Tison (63e) |                  | Essai(s) : 4 L. Latunipulu (37e), T. Taufa (58e), M. Bustos Moyano (68e), T. Tedder (71e) Transformation(s) : 3 M. Ordas (50e), M. Bustos Moyano (69e, 72e) Pénalité(s) : 4 M. Ordas (6e, 14e, 20e), M. Bustos Moyano (64e) | Stade Charles-Mathon, Oyonnax |
| 18 mai 2019 18 h 30 | |                  | | Stade Charles-Mathon, Oyonnax |

## Statistiques

### Championnat de France
Meilleurs réalisateurs
| Rang | Joueur | Poste | Points | Essais | Transf. | Pén. | Drops |
| ---- | ------ | ----- | ------ | ------ | ------- | ---- | ----- |
| 1    | -      | -     | -      | -      | -       | -    | -     |
| 2    | -      | -     | -      | -      | -       | -    | -     |
| 3    | -      | -     | -      | -      | -       | -    | -     |
| 4    | -      | -     | -      | -      | -       | -    | -     |
| 5    | -      | -     | -      | -      | -       | -    | -     |

Meilleurs marqueurs
| Rang | Joueur | Poste | Essais |
| ---- | ------ | ----- | ------ |
| 1    | -      | -     | -      |
| 2    | -      | -     | -      |
| 3    | -      | -     | -      |
| 4    | -      | -     | -      |
| 5    | -      | -     | -      |